# 再会 〜Story〜
「再会 〜Story〜」（さいかい ストーリー）は、2000年8月30日にGacktが発表した楽曲、及び同曲を収録したシングル。
通算6枚目のシングル。

## 概要
- 2000年、第4弾シングル。 前作「鶺鴒 〜seki-ray〜」から5か月後の発売となった。

## 収録曲
1. 再会 〜Story〜 (5:47)
  - 作詞:Gackt/作曲：Gackt,島田陽平/編曲:Gackt

日本テレビ系「ホットパンツ」エンディング・テーマ。
1stミニアルバム『Mizérable』収録曲のアレンジバージョン。
オリジナルアルバムには収録されておらず、ベストアルバム『THE SIXTH DAY 〜SINGLE COLLECTION〜』のみ収録されている。ピアノ、バイオリンのリテイクが行われた再録バージョンでの収録がなされた。なお、シングルバージョンは、他のどのアルバムにも収録されておらず、本作のみに収録されている。
なお、2ndアルバム『Rebirth』には、本楽曲は収録されなかったものの、アルバムツアー『Gackt Live Tour 2001 Requiem et Réminiscence 〜鎮魂と再生〜』では、本楽曲が演奏された。
2. dears (Live Version) (5:14)
  - 作詞・作曲：Gackt

富士急ハイランド「GUNDAM THE RIDE」テーマ・ソング。
1stアルバム『MARS』に収録されている同曲のライブバージョン。
3. 再会 〜Story〜 (Instrumental) (5:40)

## 収録アルバム
- MARS (#2、原曲)
- THE SIXTH DAY 〜SINGLE COLLECTION〜 (#1、再録バージョン)
- nine*nine (#2)